# 維多利亞主教
維多利亞主教（當時稱維多利亞會督）（Bishop of Victoria, Hong Kong）是聖公會維多利亞教區的主教，管轄香港、中國和日本的約20000位聖公會會友。維多利亞主教的府邸和辦公室是香港中環會督府。隨着中國共產黨在內戰勝利，維多利亞教區改組成聖公會港澳教區，維多利亞主教的職位在1951年撤銷。最後一任維多利亞主教何明華會督擔任首任聖公會港澳教區主教。

## 歷任主教
1. 施美夫George Smith（1849-1865）
2. 柯爾福Charles Richard Alford（1867-1874）
3. 包爾騰John Shaw Burdon（1874-1897）
4. 霍約瑟Joseph Charles Hoare（1898-1906）
5. 倫義華Gerard Heath Lander（1907-1920）
6. 杜培義Charles Ridley Duppuy（1920-1932）
7. 何明華Ronald Owen Hall（1932-1951）